# Dasineura
Genre
Le genre Dasineura regroupe des insectes diptères nématocères de la famille des Cecidomyiidae.

## Liste des espèces
Selon ITIS (24 déc. 2015) :
- Dasineura aberrata (Felt, 1908).
- Dasineura abiesemia (Foote, 1956).
- Dasineura acerifoliae (Felt, 1907).
- Dasineura aceris (Shimer, 1868).
- Dasineura albohirta (Felt, 1908).
- Dasineura albovittata (Walsh, 1864).
- Dasineura alopecuri (Reuter, 1895) - cécidomyie rouge du vulpin
- Dasineura americana (Felt, 1913).
- Dasineura anemone (Felt, 1907).
- Dasineura antennata (Felt, 1908).
- Dasineura apicata (Felt, 1908).
- Dasineura aromaticae (Felt, 1909).
- Dasineura attenuata (Felt, 1908).
- Dasineura augusta (Felt, 1908).
- Dasineura aurihirta (Felt, 1908).
- Dasineura balsamicola (Lintner, 1888) - cécidomyie affinée du sapin.
- Dasineura balsamifera (Felt, 1908).
- Dasineura bidentata (Felt, 1907).
- Dasineura borealis (Felt, 1907).
- Dasineura brassicae (Winnertz) - cécidomyie des siliques des crucifères
- Dasineura californica (Felt, 1908).
- Dasineura carbonaria (Felt, 1907).
- Dasineura caricicola (Kieffer, 1913).
- Dasineura carpophaga (Tripp, 1955).
- Dasineura cercocarpi (Felt, 1913).
- Dasineura chinquapin (Beutenmuller, 1907).
- Dasineura cirsioni (Felt, 1908).
- Dasineura clematidis (Felt, 1908).
- Dasineura collinsoniae (Beutenmuller, 1908).
- Dasineura communis (Felt, 1911) - cécidomyie goutteuse de l'érable.
- Dasineura consobrina (Felt, 1907).
- Dasineura corticis (Felt, 1909).
- Dasineura crataegibedeguar (Osten Sacken, 1878).
- Dasineura cyanococci (Felt, 1907).
- Dasineura dentatae (Stebbins, 1910).
- Dasineura denticulata (Felt, 1907).
- Dasineura eugeniae (Felt, 1912).
- Dasineura filicae (Felt, 1907).
- Dasineura flavescens (Felt, 1908).
- Dasineura flavicornis (Felt, 1908).
- Dasineura flavoabdominalis (Felt, 1908).
- Dasineura flavoscuta (Felt, 1908).
- Dasineura florida (Felt, 1908).
- Dasineura folliculi (Felt, 1908).
- Dasineura fraxinifolia (Felt, 1907).
- Dasineura fulva (Felt, 1908).
- Dasineura gemmae (Felt, 1909).
- Dasineura gentneri (Pritchard, 1953).
- Dasineura gibsoni (Felt, 1911).
- Dasineura glandis (Felt, 1908).
- Dasineura glechomae (Kieffer, 1889).
- Dasineura gleditchiae (Osten Sacken, 1866) - cécidomyie du févier.
- Dasineura graminis (Felt, 1908).
- Dasineura hirticornis (Felt, 1909).
- Dasineura ignorata - cécidomyie des pousses de la luzerne
- Dasineura karnerensis (Felt, 1908).
- Dasineura leguminicola (Lintner, 1879) - cécidomyie des graines du trèfle.
- Dasineura lepidii (Felt, 1908).
- Dasineura lupini (Felt, 1916).
- Dasineura lysimachiae (Beutenmuller, 1907).
- Dasineura mali (Kieffer, 1904) - cécidomyie du pommier.
- Dasineura marginata (Felt, 1908).
- Dasineura maritima (Felt, 1909).
- Dasineura meibomiae (Beutenmuller, 1907).
- Dasineura meliloti (Felt, 1907).
- Dasineura modesta (Felt, 1908).
- Dasineura multiannulata (Felt, 1908).
- Dasineura nodosa (Felt, 1907).
- Dasineura oxycoccana (Johnson, 1899).
- Dasineura parthenocissi (Stebbins, 1910).
- Dasineura pedalis (Felt, 1908).
- Dasineura pellex (Osten Sacken, 1862).
- Dasineura pergandei (Felt, 1911).
- Dasineura phyteumatis (F. Low, 1885).
- Dasineura piceae (Felt, 1926).
- Dasineura pini (Felt, 1907).
- Dasineura piperitae (Felt, 1908).
- Dasineura plicata (Felt, 1908).
- Dasineura poae Mühle - cécidomyie rouge du pâturin
- Dasineura porrecta (Felt, 1915).
- Dasineura pseudacaciae (Fitch, 1859).
- Dasineura pudibunda (Osten Sacken, 1862).
- Dasineura purpurea (Felt, 1908).
- Dasineura pyri (Bouche, 1847) - cécidomyie des feuilles du poirier
- Dasineura quercina (Felt, 1907).
- Dasineura radifolii (Felt, 1909).
- Dasineura rhodophaga (Coquillett, 1900) - cécidomyie du rosier.
- Dasineura rhois (Coquillett, 1900).
- Dasineura rileyana (Felt, 1909).
- Dasineura rosarum (Hardy, 1850).
- Dasineura rubiflorae (Felt, 1908).
- Dasineura rufipedalis (Felt, 1908).
- Dasineura salicifolia (Felt, 1907).
- Dasineura salicifoliae (Osten Sacken, 1866).
- Dasineura sassafras (Felt, 1916).
- Dasineura scutata (Felt, 1908).
- Dasineura semenivora (Beutenmuller, 1907).
- Dasineura serrulatae (Osten Sacken, 1862).
- Dasineura setosa (Felt, 1907).
- Dasineura silvestrii (Trotter, 1911).
- Dasineura simillima (Kieffer, 1913).
- Dasineura smilacifolia (Felt, 1911).
- Dasineura smilacinae (Bishop, 1911).
- Dasineura spiraeina (Felt, 1908).
- Dasineura stanleyae (Cockerell, 1914).
- Dasineura swainei (Felt, 1914) - cécidomyie de l'épinette.
- Dasineura tetensi (Rübsaamen)  - cécidomyie des pousses de cassissier
- Dasineura torontoensis (Felt, 1914).
- Dasineura toweri (Felt, 1909).
- Dasineura trifolii Loew, 1874.
- Dasineura tumidosae (Felt, 1908).
- Dasineura ulmariae (?Bremi, 1847).
- Dasineura ulmea (Felt, 1908).
- Dasineura urnicola (Osten Sacken, 1875).
- Dasineura vernalis (Felt, 1908).
- Dasineura vitis (Felt, 1908).
- Dasineura volantis Gagne, 0000.